# Alajärvi (sjö i Vaala, Finland)
Alajärvi eller Ylijärvi är en sjö i Finland. Den ligger i kommunen Vaala i landskapet Norra Österbotten, i den centrala delen av landet, 500 km norr om huvudstaden Helsingfors. Alajärvi ligger 130 meter över havet. Arean är 6,7 hektar och strandlinjen är 1,11 kilometer lång. Sjön  ingår i Uleälvens huvudavrinningsområde.   Den ligger vid sjön Keskijärvi.